# Robert Tikkanen
Toivo Roberto „Robert” Tikkanen (ur. 15 kwietnia 1888 w Rzymie, zm. 1 czerwca 1947 w Helsinkach) – fiński architekt i strzelec sportowy, trzykrotny medalista olimpijski.

## Życiorys
Jako architekt był aktywny głównie w Helsinkach.
Dwukrotny uczestnik igrzysk olimpijskich. Na igrzyskach olimpijskich w 1920 w Antwerpii zdobył srebrny i brązowy medal, oba w rywalizacji drużynowej: srebrny w rundzie pojedynczej do sylwetki jelenia (skład zespołu: Nestori Toivonen, Yrjö Kolho, Karl Magnus Wegelius, Tikkanen i Kalle Lappalainen) i brązowy  w rundzie podwójnej do sylwetki jelenia (wraz z nim w reprezentacji Finlandii wystąpili: Karl Magnus Wegelius, Nestori Toivonen, Yrjö Kolho i Vilho Vauhkonen). Indywidualnie najlepszy wynik (5. miejsce) uzyskał w rundzie pojedynczej do sylwetki jelenia.
Zdobył brązowy medal w konkurencji trapu drużynowo (w zespole: Konrad Huber, Robert Huber, Werner Ekman, Tikkanen, Georg Nordblad i Wegelius) na igrzyskach olimpijskich w 1924 w Paryżu.

## Wyniki

### Igrzyska olimpijskie
| Igrzyska       | Konkurencja                                     | Wynik                           | Miejsce | Źródło |
| -------------- | ----------------------------------------------- | ------------------------------- | ------- | ------ |
| Antwerpia 1920 | Pistolet dowolny, 50 m, drużynowo               | 2052 pkt. (druż.)               | 11.     | [ 2 ]  |
| Antwerpia 1920 | Runda pojedyncza do sylwetki jelenia            | 40 pkt.                         | 5.      | [ 3 ]  |
| Antwerpia 1920 | Runda pojedyncza do sylwetki jelenia, drużynowo | 159 pkt. (druż.) 30 pkt. (ind.) |         | [ 4 ]  |
| Antwerpia 1920 | Runda podwójna do sylwetki jelenia, drużynowo   | 285 pkt. (druż.) 69 pkt. (ind.) |         | [ 5 ]  |
| Paryż 1924     | Runda pojedyncza do sylwetki jelenia            | 33 pkt.                         | =15.    | [ 6 ]  |
| Paryż 1924     | Runda pojedyncza do sylwetki jelenia, drużynowo | 130 pkt. (druż.) 25 pkt. (ind.) | 5.      | [ 7 ]  |
| Paryż 1924     | Runda podwójna do sylwetki jelenia              | 69 pkt.                         | 6.      | [ 8 ]  |
| Paryż 1924     | Runda podwójna do sylwetki jelenia, drużynowo   | 239 pkt. (druż.) 53 pkt. (ind.) | 4.      | [ 9 ]  |
| Paryż 1924     | Trap                                            | DNF                             | DNF     | [ 10 ] |
| Paryż 1924     | Trap, drużynowo                                 | 360 pkt. (druż.) 83 pkt. (ind.) |         | [ 11 ] |

## Rodzina
Był wnukiem Paavo Tikkanena, założyciela pierwszej istotnej gazety w języku fińskim. Jego ojciec Johan Jakob Tikkanen był profesorem historii sztuki, syn Henrik znanym pisarzem i ilustratorem, a synowa Märta również pisarką.